# Igualada
Igualada är en stad i provinsen Barcelona i Katalonien, Spanien, belägen på floden Anoias västra bank. Igualada är den centrala handelsplatsen för ett stort jurdbruksdistrikt där man bland annat tillverkar vin. Staden består av en äldre stadsdel med smala och oreguljära gator och ruiner av ett fort och stadsmur, samt en nyare stadsdel. De lokala industrierna grundades runt 1880 och tillverkar produkter som bomull, kläder, choklad, tvål, läder och liknande. Det höga och kända berget Montserrat ligger 19 kilometer öster om Igualada.
Vid folkräkningen 2005 hade Igualada 35 933 invånare och staden hade en area av 8,12km².